# Сьодзо Сакураї
Седзьо Сакураї (яп. 樱井省三; 27 липня 1889 — 7 липня 1985) — японський воєначальник, генерал-лейтенант Імператорської армії (1940).

## Біографія
Уродженець Нагої, хоча в офіційних документах вказував Хаґі. В 1911 році закінчив військову академію, а в 1919 році — вищу військову академію; навчався на офіцера піхоти, але став спеціалістом із транспорту. Певний час був військовим аташе у Франції, на початку 1930-х викладав у військовій академії, в 1934/36 роках був командиром 77-го полку. Згодом був приписаний до штаб-квартири відділу морського транспорту, відповідав за морські порти. В 1938 році став інспектором портів центрального Китаю. В 1938 році певний час командував піхотними частинами 22-ї дивізії. В 1939 році був призначений в штаб-квартиру Центрально-Китайської експедиційної армії, а потім став начальником штабу 13-ї армії.
В 1941 році був призначений командиром 33-ї дивізії, що входила до складу 11-ї армії, яка взяла участь у вторгненні до Сіаму та Бірми, і в результаті стала гарнізоном в Аракані. В 1943 році повернувся в Японію і очолив Відділ бронетанкових військ Міністерства армії. В 1944 році повернувся в Бірму як командувач 28-ю арміэю. Його війська вторглися в Бенгалії, щоб відволікти британців від оборони Імпхала, але зазнали важких втрат і були відбиті. 20 липня 1945 року відступив до Моулмейна. Після війни потрапив в полон. В червня 1947 року був звільнений і повернувся в Японію.

## Нагороди
- Орден Почесного легіону, кавалер (Франція; 21 грудня 1896)
- Орден Франца Йосифа, лицарський хрест (Австро-Угорщина; 6 вересня 1902)
- Орден Вранішнього Сонця 2-го класу
- Орден Священного скарбу 2-го класу
- Орден Золотого шуліки 3-го класу
- Медаль Китайського інциденту 1937
- Пам'ятна медаль «2600 років Японії»